# Leonid Šmuc
Leonid Mykolajovyč Šmuc (in ucraino Леонід Миколайович Шмуц?, in russo Леонид Николаевич Шмуц?, Leonid Nikolaevič Šmuc; Nikopol', 8 ottobre 1948) è un ex calciatore sovietico, di ruolo portiere.